# Wildlife (Anthony Phillips)
Wildlife is een muziekalbum van de Britse multi-instrumentalist Anthony Phillips, in een samenwerkingsverband met Joji Hirota. Het zijn geen nieuwe opnamen die op de cd staan, maar opnamen van documentaires van onder meer ITV.

## Musici
- Phillips / Hirota – alle instrumenten, behalve
- Martin Robertson – sopraansaxofoon
- Laura Melluish - viool op (43)

## Composities
Alle van Phillips / Hirota:
1. Creatures of the magic water: Opening Theme
2. Creatures of the magic water: Green Hell
3. Creatures of the magic water: Jaguar and the Terrapin
4. Creatures of the magic water: Flooded Forest
5. Creatures of the magic water: Hidden Shadow
6. Creatures of the magic water: River God
7. Secrets of the Amazon
8. Secrets of the Amazon: Killing Grounds
9. Secrets of the Amazon: River Dolphins
10. Secrets of the Amazon: Faces in the Forest
11. Secrets of the Amazon: Final Journey
12. Jaguar: eater of souls: Onza-Eater of Souls
13. Jaguar: eater of souls: Relentless Sun (In Half-Drowned Lands)
14. Serengeti jigsaw: Opening Theme
15. Serengeti jigsaw: Massacre of the Termites
16. Web of the Spider Monkey: Opening Theme
17. Dungeons and dragons: Island of Stone
18. Dungeons and dragons: Fireflies
19. Dungeons and dragons: Courting Chameleons
20. Dungeons and dragons: Rock Spires, Corcodile Caves
21. Dungeons and dragons: Dusty Track
22. Dungeons and dragons: Fathomless Caverns
23. Secrets of a Norfolk Wood: Storm Breaks
24. Secrets of a Norfolk Wood: Morning Call
25. Secrets of a Norfolk Wood: Autumn Dusk
26. Bears of the Russian Front: Bears of Kamachatka (Opening Theme)
27. Bears of the Russian Front: In the Tundra
28. Bears of the Russian Front: Across the Frozen Wastes
29. Bears of the Russian Front: Nighthunt
30. Bears of the Russian Front: Cubs
31. Gremlins face in the forest: Mother of the Moon
32. Jurassic shark: Opening Theme
33. Jurassic shark: Ray's Song
34. Jurassic shark: Voyage of the Whole Shark
35. Jurassic shark: Megalodon
36. Jurassic shark: The Only Good Shark Is a Dead One
37. Jurassic shark: Back Through Time
38. Jurassic shark: Closing Theme
39. Midway-Island of life: Opening Theme
40. Midway-Island of life: Dolphins at Play
41. Midway-Island of life: Dolphins, Seals & Rays
42. Midway-Island of life: Mysteries of the Wreck
43. Midway-Island of life: Sunset Flight
44. Midway-Island of life: Fight to the Death
45. Midway-Island of life: From the Jaws of Death-Touching the Face of God

## Documentaires
- tracks 1-6 : Creatures of the magic water uit 1994;
- tracks 7-11: Secrets of the Amazon uit 2003;
- tracks 12-13: Jaguar, eater of souls uit 1999;
- tracks 14-15: Serengeti jigsaw uit 1998
- track 16: Web of the spider monkey uit 1995
- tracks 17-22: Dungeons and dragons uit 2000
- tracks 23-25: Secrets of a Norfolk wood uit 1998;
- tracks 26-30: Bears of the Russian front uit 2000
- track 31: Gremlins face in the forest uit 1997
- tracks 32-38: Jurassic shark uit 2000
- tracks 39-34: Midway –island of life uit 1999